# Jaemuaset (hijo de Ramsés III)
Jaemuaset o Jaemuase fue un antiguo príncipe egipcio, hijo del faraón Ramsés III y de la gran esposa real Iset, de la dinastía XX de Egipto. Su nombre también se puede encontrar como Ramsés Jaemuaset.

## Biografía
| xa · a | mDAt · M | wAs | t · niwt |

| xa · a | mDAt · M | wAs | t · niwt |

Como muchos de sus hermanos, recibió su nombre de un hijo de Ramsés II, Jaemuaset, que al igual que el Jaemuaset de la dinastía XIX, fue sacerdote de Ptah en Menfis (aunque, a diferencia de su homónimo, no era sumo sacerdote, solo sacerdote sem).
Está representado en el templo de su padre en Medinet Habu. Tanto Jaemuaset como su hermano Pareheruenemef son mencionados como "hijo mayor del rey", lo que probablemente significa que eran hijos primogénitos de diferentes madres.
Su bien conservada tumba, la QV44 (en el Valle de las Reinas) fue excavada por arqueólogos italianos en 1903-1904. Un vaso canopo suyo se encuentra ahora en el Museo Egipcio de El Cairo; su sarcófago y probable momia se encuentra en el Museo Egipcio de Turín. Sobrevivió a su padre y fue enterrado bajo el reinado de su hermano Ramsés IV, ya que el texto del sarcófago menciona a Ramsés IV.

La tapa del sarcófago exterior de Jaemuaset. Museo Egipcio de Turín.